# طراحی فرش
طراحی فرش حرفه‌ای است که در آن طراح فرش نقشه بافت را با توجه به نقشی که قرار است بر روی فرش تولید شده باشد می‌سازد. این طرح می‌تواند بر روی کاغذ یا ابزار دیگر باشد.

## نمونه‌هایی از طراحی سنتی ایران

### طرحهای ایلی
این طرح‌ها از قدیمی‌ترین و اصیل‌ترین طرح‌ها در فرشبافی ایران بوده‌است و مخلوق ذهن قالیبافان بومی است. طبیعت و محیط زندگی آن‌ها به ساده‌ترین شکلی در طرح این فرش‌ها منعکس شده‌است. از نقشه‌های منظم و مدون پیروی نمی‌شود و دارای زیبایی دلپسندی است.
طراحان فرش این طرح را از منطقه‌ای به منطقه دیگر منتقل کرده‌اند چنان‌که از غربی‌ترین نقطه ایران به شرقی‌ترین منطقه راه یافته‌است.
گروه‌های فرعی این طرح‌ها اغلب منسوب به مناطقی است که طرح ابتدا در آنجا رواج پیدا کرده‌است یا به نام اشخاصی است که دارای نفوذ محلی بوده‌اند یا سفارش بافت آن را داده‌اند. نام‌های معروف و قدیمی این گروه عبارتند از هیبت لو (مربوط به فارس و آباده)، قشقایی بته، افشاری، خاتونی، اردبیل، مزلقان، خمسه، ساوه، تفرش، هریس، مهربان، گوراوان، زنجان و مشکین شهر، بختیاری، کردی، یلمه، گبه (خودرنگ)، سیستان، فردوس، سالارخانی، یعقوب خانی، سنگ چوبی، علی میرزائی، جان بیگی، جانمازی، جوین، موسی‌آباد، بلوچستان، ویس، قرجه، سنه و دسته گل.
این طرح‌ها از قدیمی‌ترین و اصیل‌ترین طرح‌ها در فرشبافی ایران بوده‌است و مخلوق ذهن قالیبافان بومی است. طبیعت و محیط زندگی آن‌ها به ساده‌ترین شکلی در طرح این فرش‌ها منعکس شده‌است. از نقشه‌های منظم و مدون پیروی نمی‌شود و دارای زیبایی دلپسندی است. طراحان فرش این طرح را از منطقه‌ای به منطقه دیگر منتقل کرده‌اند چنان‌که از غربی‌ترین نقطه ایران به شرقی‌ترین منطقه راه یافته‌است. گروه‌های فرعی این طرح‌ها اغلب منسوب به مناطقی است که طرح ابتدا در آنجا رواج پیدا کرده‌است یا به نام اشخاصی است که دارای نفوذ محلی بوده‌اند یا سفارش بافت آن را داده‌اند. نام‌های معروف و قدیمی این گروه عبارتند از هیبت لو (مربوط به فارس و آباده)، قشقایی بته، افشاری، خاتونی، اردبیل، مزلقان، خمسه، ساوه، تفرش، هریس، مهربان، گوراوان، زنجان و مشکین شهر، بختیاری، کردی، یلمه، گبه (خودرنگ)، سیستان، فردوس، سالارخانی، یعقوب خانی، سنگ چوبی، علی میرزائی، جان بیگی، جانمازی، جوین، موسی‌آباد، بلوچستان، ویس، قرجه، سنه

### هندسی
دراین طرح از انواع اشکال هندسی استفاده می‌شود، معمولاً خطوط زاویه دارند و به‌طور دورانی و قوسی شکل حرکت نمی‌نمایند.
گروه‌های فرسی مهم این طرح عبارتند از: هندسی بندی قابی، هندسی ترنجدار، هندسی محرمات، هندسی لچک ترنج (شاخه شکسته)، هندسی کف ساده، هندسی خطایی، هندسی ستاره (موزاییک)، هندسی خاتم شیرازی و هندسی جوشقانی.

### محرمات
طرح محرمات به طرح‌هایی در فرش گفته می‌شود که قطعاتی از یک نقشه در طول فرش تکرار می‌گردد و عرض فرش در متن به چند ردیف تقسیم می‌گردد و هر ردیف آن از رنگ و طرح مشخص از ابتدا تا انتهای فرش ادامه پیدا می‌کند و به‌طور راه راه ترسیم می‌گردد. این طرح در بعضی از نقاط ایران به نام قلمدانی مشهور است.
گروه‌های فرعی طرح محرمات عبارتند از قلمدانی سراسری، گل‌ریز با زمینه یکرنگ و بته با زمینه الوان.

### محرابی
طرح اصلی محرابی از طرح محراب الهام گرفته شده‌است و تزئیناتی از قبیل قندیل‌ها و ستون‌ها و سرستون‌ها و گل و برگ‌ها به آن اضافه شده‌است.
گروه‌های فرعی این طرح بنام‌های محرابی درختی، محرابی گلدانی ستونی محرابی قندیلی، محرابی گلدانی و محرابی دورنما شهرت دارد.

### نقش ماهی درهم
برگ ها بنیاد و اصل این نقش به حساب می‌آیند. به صورتی که دو یا چهار برگ خمیده که گل نیلوفر آبی یا گل شاه عباسی در وسط آن جایی دارند، چنین گفته شده‌است که در ابتدا برگ‌ها، ماهی بوده‌اند؛ که در زمان اسلامی به برگ تبدیل شده‌است؛ و گل وسط چهرهٔ آدمی بوده‌است، بعدها تبدیل به گل شاه عباسی و نیلوفر تغییر داده شده‌است.

## نگارخانه

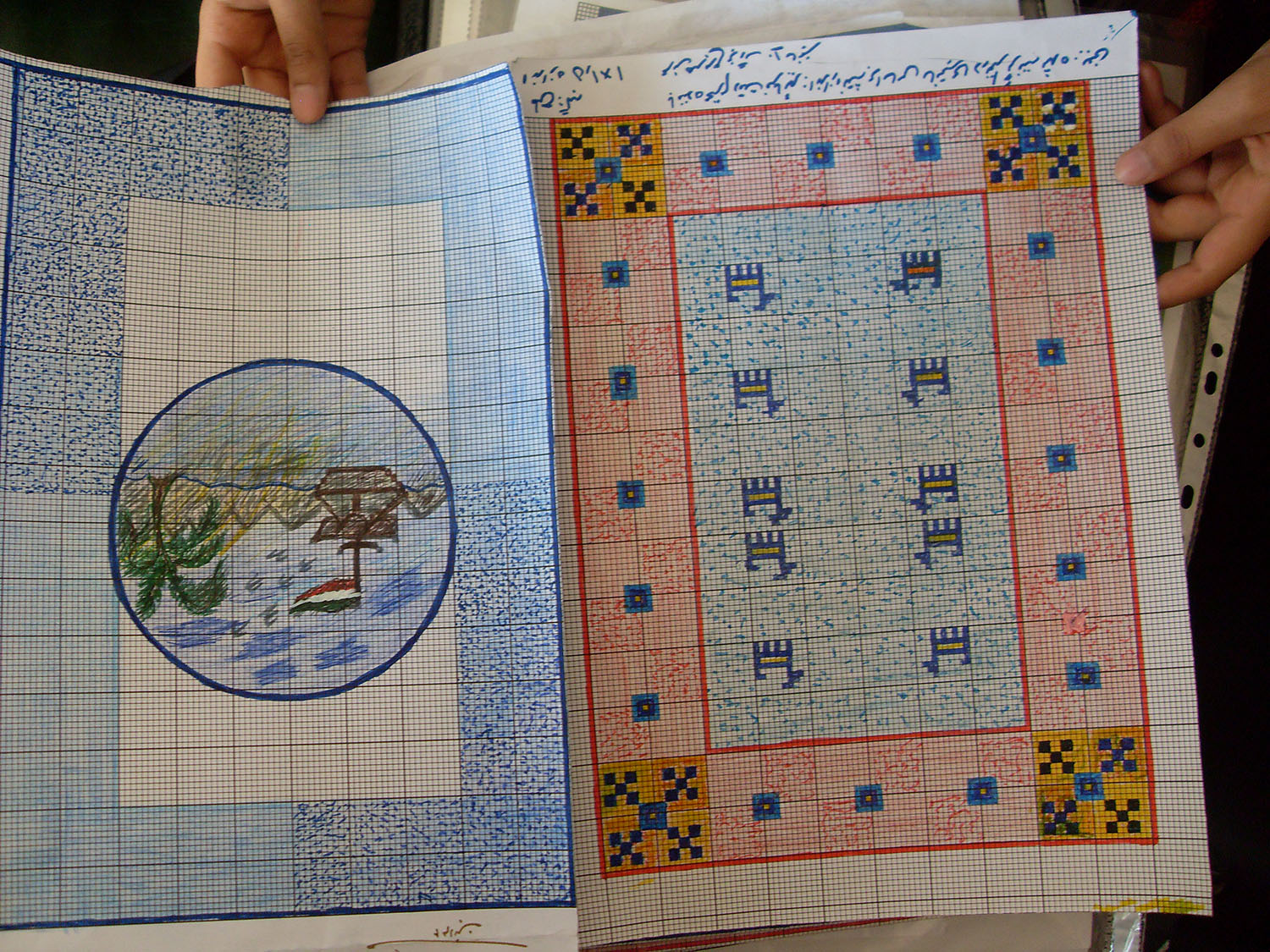
طرح یک گبه
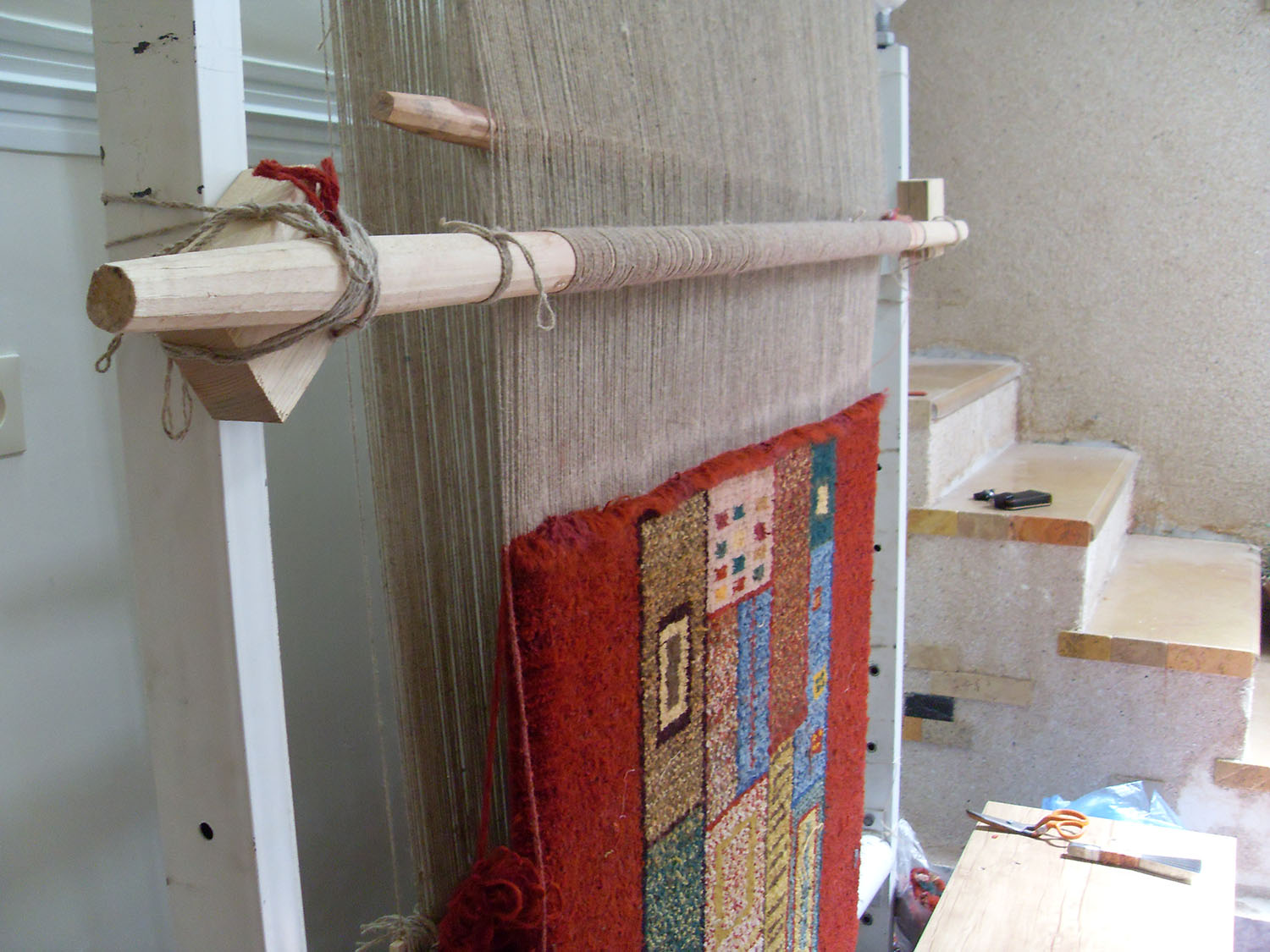
گبه
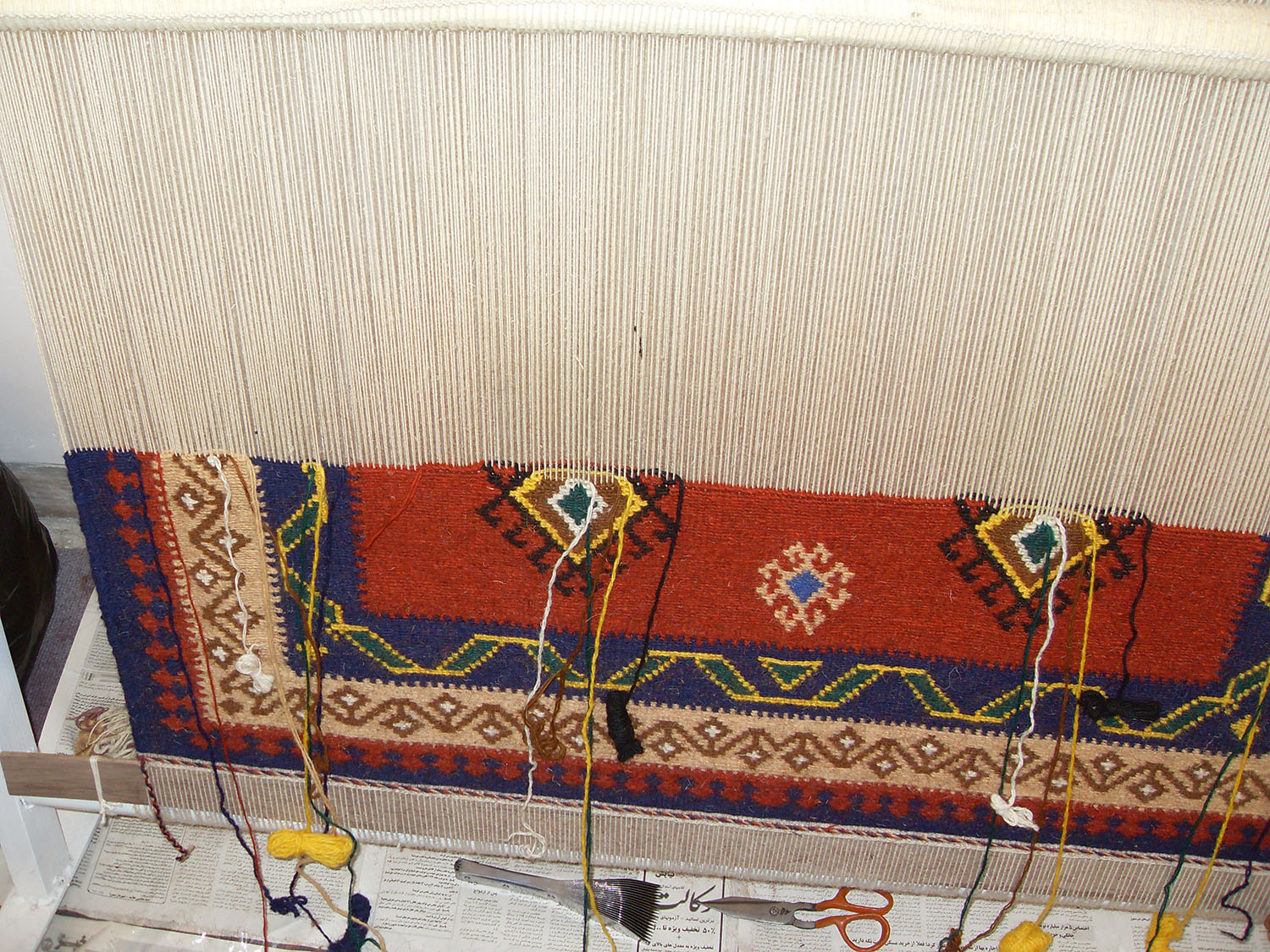
گلیم
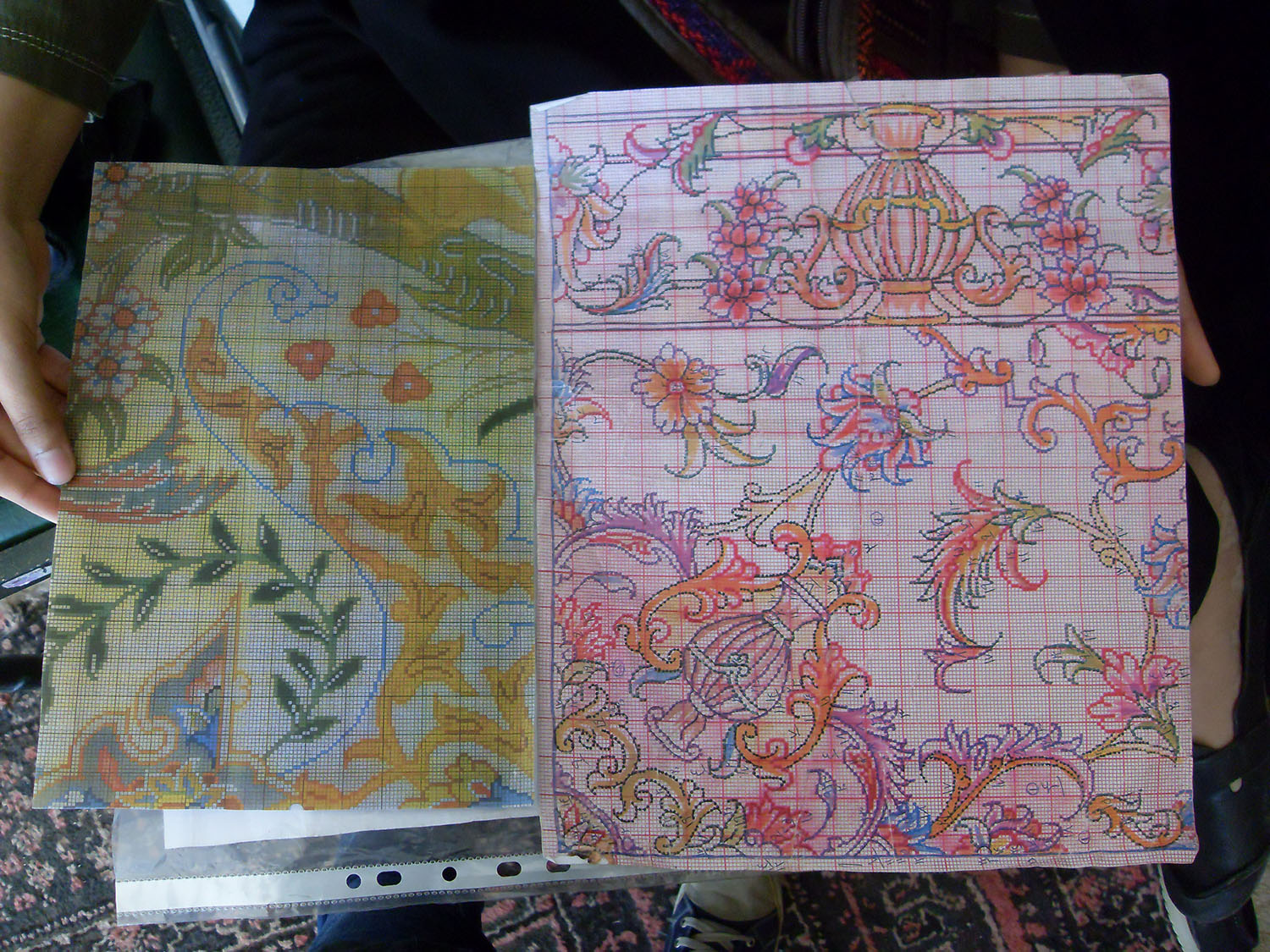
طرح فرش
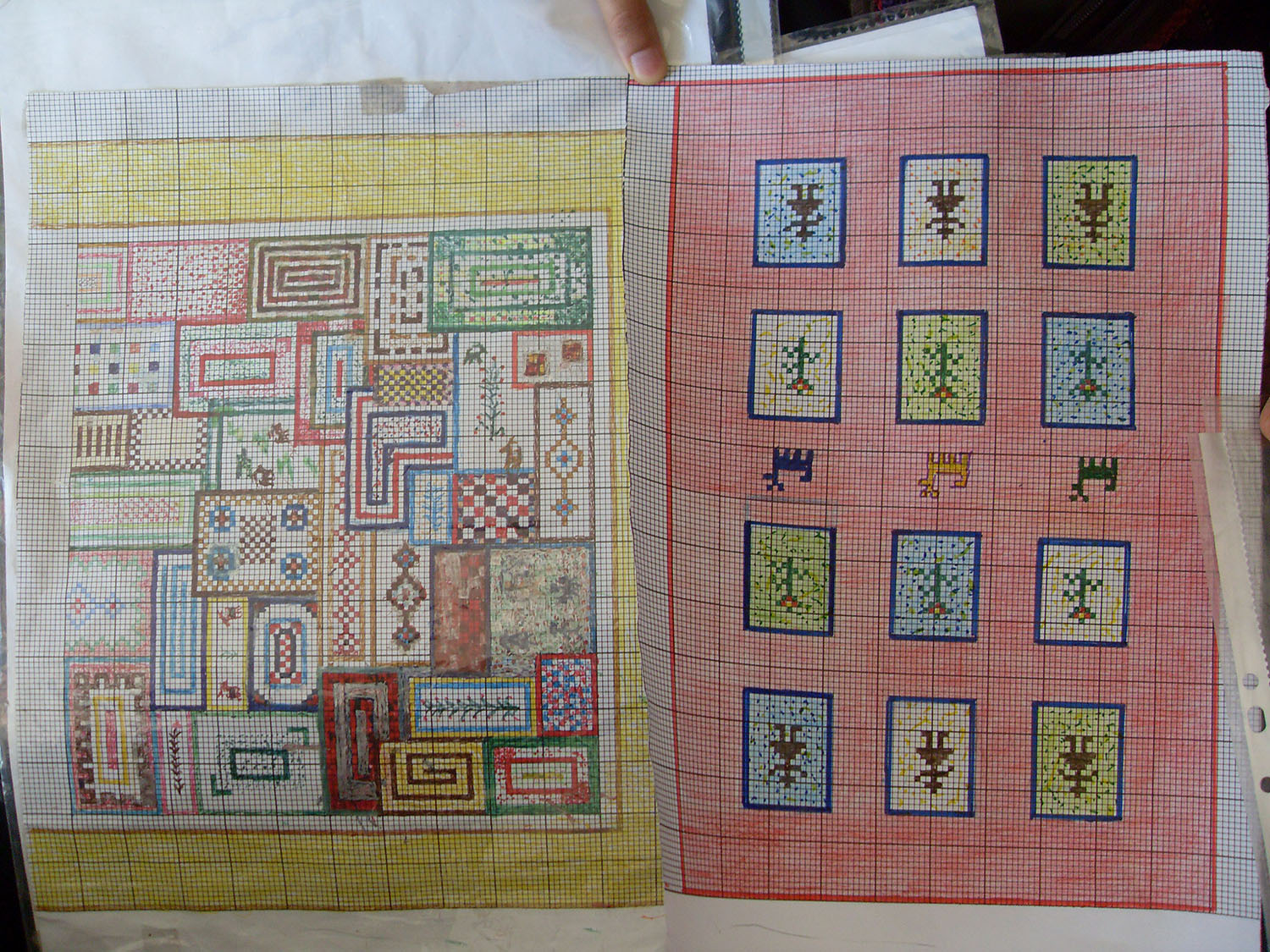
طرح گبه
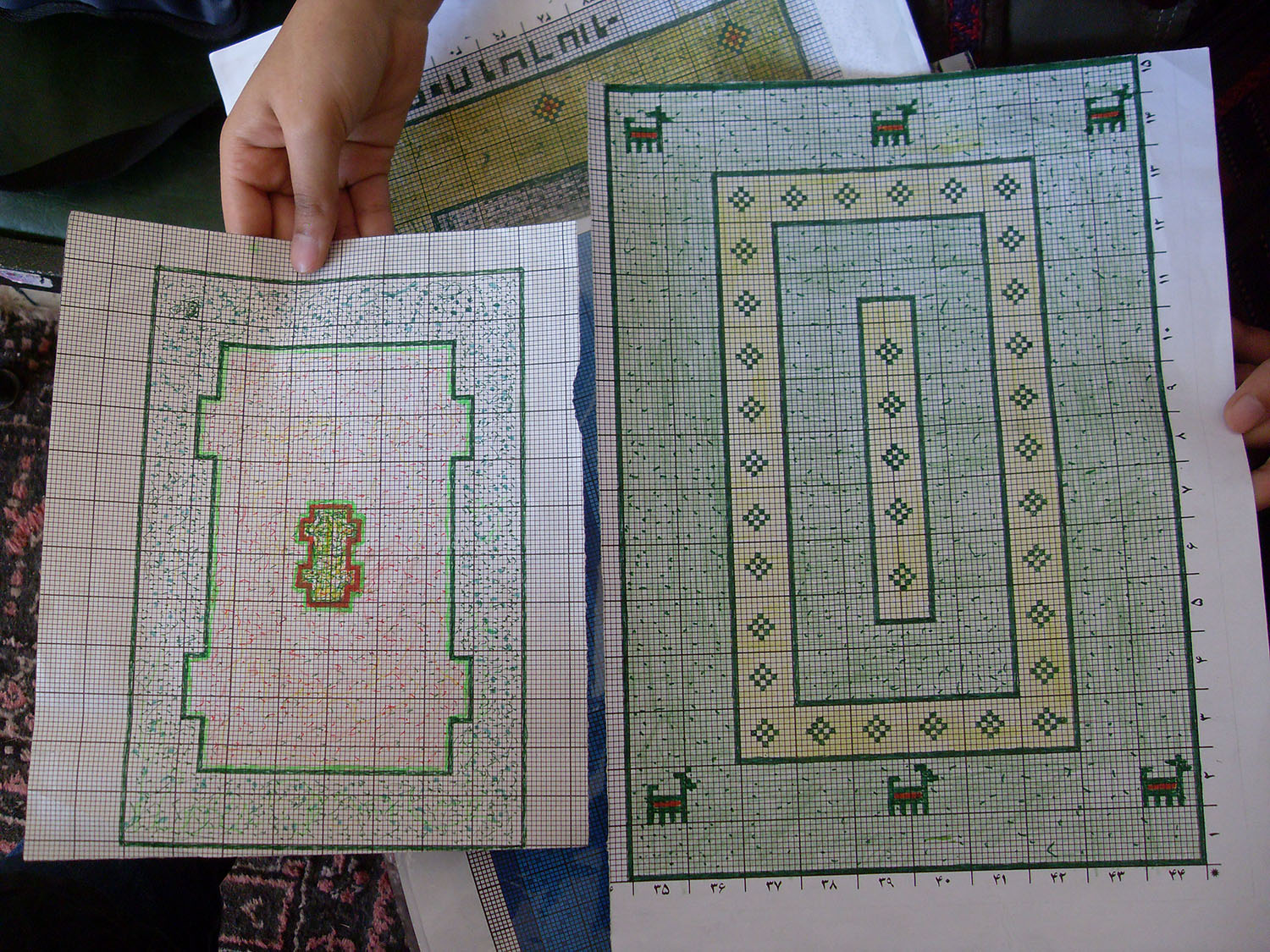
طرح گبه
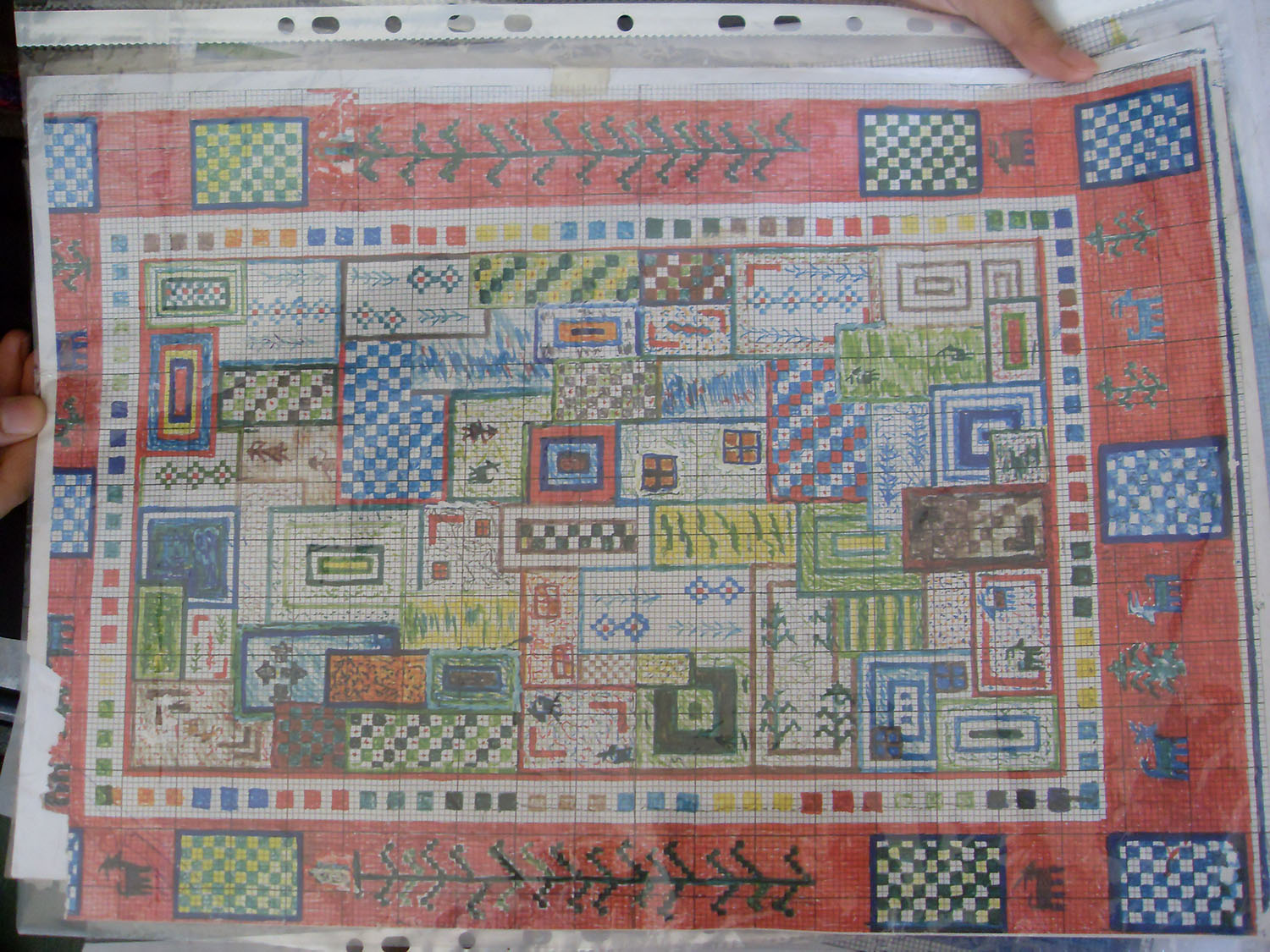
طرح گبه
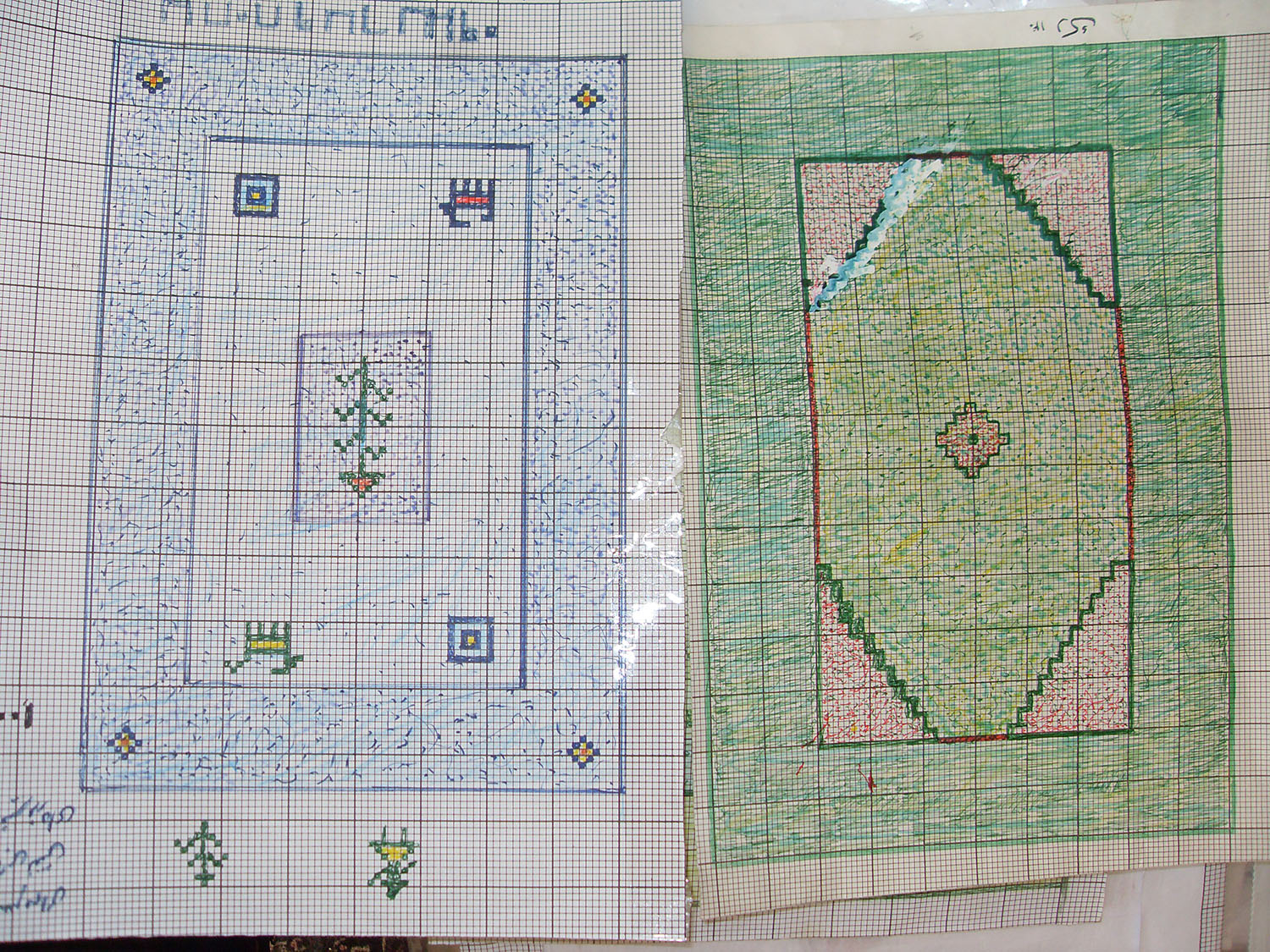
طرح گبه
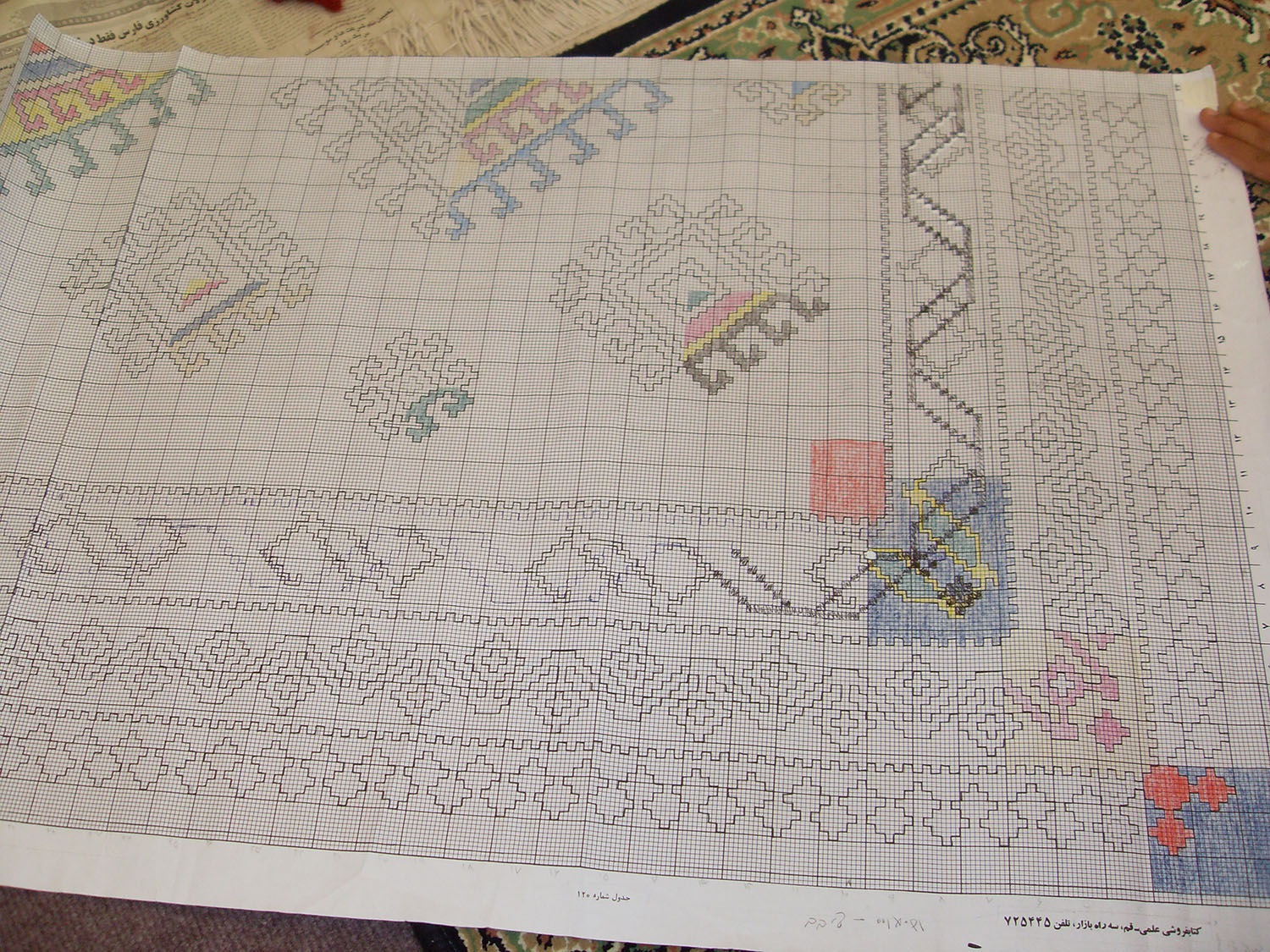
طرح فرش

### تاریخچه
این طرح‌ها به دوره قبل از اسلام مربوط می‌شود. ماهی در میان مردم هند و اروپایی نماد بارآوری بوده‌است.
در دنیای قدیم عقاید مذهبی مایه اصلی و عنصر اساسی هنرها به‌شمار می‌رفت؛ و در آن دوران، هنر مطلقاً در خدمت مذهب بوده‌است؛ و برای بیان مفاهیم مجدد و توضیح مسایل معنوی و مذهبی از هنرها همچون نماد گرایی‌های مختلفی استعانت می‌کردند. بی شک هر جامعه برای اعتقادات مذهبی هر ملتی در بسیار از مظاهر زندگی مادی شان بی تأثیر نبوده‌است؛ و هر سرزمینی عقاید شان را به شکل اشکال و رموز مختلف بر روی آثار مادی پیرامون خود منعکس می‌کنند.
در تجزیه و تحلیل این طرح ما در نظر گرفته‌ایم که این طرح ارتباط نزدیکی و بسیار تنگاتنگی بانجوم و اخترشناسی بوده‌است، در ادیان قدیم با استفاده از نماد نجوم را بررسی می‌کردند. برای نمونه :حالات صورو بروج، ریشه در پنداشت اقوام کهن و برای شناخت ستارگان و تعیین محل آن‌ها جهت راه یابی دارد.
این طرح در اواخر دوره تیموری و تمام دوره صفویی مورد استفاده بافندگان ایرانی بوده‌است. از آنجا که هرات تمرکز هنر در دوره تیموری بوده‌است این نقش در این دوره رواج و بسیار بافته می‌شده‌است، و به این علت نام هراترا به خود اقتباس کرده‌است.
این طرح‌ها در ابتدا یه صورت ساده طراحی می‌شده‌است، تا بعد از پیروزی اعراب به عناصر گیاهی تغییر شکل داده شد.
این طرح در ردیف طرح‌های بومی و ایلی است. بافت آن مانند سایرطرحهای هندسی ذهنی است و از روی نقشه به وجود نیامده‌است. خوشبختانه زیبایی این طرح، طراحان فرش را برآن داشته‌است که آن را به صورت یک طرح منظم و مدون و با حفظ ویژگی‌های قدیمی آن، پیاده نمایند.
طبق شواهد نشان داده شده ماه دوازدهم به نام حوت یا ماهی بوده‌است؛ که برای شناخت ریشه طرح ماهی درهم به دنبال دو ماهی و یک گل بزرگ در طول تاریخ به عقب برگشت.
اولین چیزی که به نظر می‌رسد، ترسیم طرح برج حوت بر روی فرش می‌باشد، که ماه حوت به شکل دو ماهی ترسیم می‌شده‌است که بعدها نقش هراتی از آن اقتباس می‌گیرد.
این طرح دربیرجند بافته می‌شده و به تدریج به سایر مناطق فرشبافی ایران راه یافت. چنان‌که امروز از شرق تا غرب و همچنین در نواحی مرکزی ایران یعنی از استان خراسان تا آذربایجان و همدان و اراک رواج پیدا کرده‌است.
گروه فرعی منشعب از آن عبارتند از:
- ماهی هرات
- ماهی فراهان یا اراک
- زنبوری
- ماهی سنه یا کردستان
- ریزه ماهی یا خرده ماهی یا تبریزی
- ماهی درهم بندی.
- ماهی همدان یا پیچ ماهی[۷]

### گلدانی
درطرح گلدانی اغلب شکل گلدان در اندازه‌های مختلف به چشم می‌خورد. گاه یک گلدان بزرگ پر از گل تمام فرش را می‌پوشاند. گاه چند گلدان کوچک به‌طور متقارن در اطراف متن یا دنبال هم سرتاسر متن را فرا می‌گیرد.
گروه‌های فرعی این طرح عبارتند از: گلدانی ختائی، گلدانی دوطرفه، گلدانی محرابی، گلدانی سراسری، گلدانی ظل السلطان (گل و بلبل)، گلدانی حاج خاتمی، گلدانی تکراری، گلدانی لچک ترنج و گلدانی یکطرفه.

### گل فرنگ
طرح گل فرنگ ترکیبی است از طرح‌های اصیل ایرانی با گل‌های طبیعی، مخصوصاً گل سرخ. در این نوع قالی از رنگ‌های تند و روشن مخصوصاً رنگ‌های سرخ استفاده می‌شود.
گروه‌های فرعی این طرح را گل سرخ (لچک ترنج)، گل فرنگ بیجار، گل‎فرنگ مستوفی، گل‎فرنگ ترنجدار، گل‎فرنگ دسته گلو گل‎فرنگ گل و بلبل تشکیل می‌دهند.

### قابی
این طرح از قاب‌های چند ضلعی به وجود آمده‌است و از گروهای فرعی آن قابی اسلیمی، قابی قرآنی کرمان یا ستونی را می‌توان نام برد.

### شکارگاه
مشخصاتی که در مورد طرح‌های درختی ذکر شده در طرح‌های شکارگاه نیز وجود دارد، اما در اغلب طرح‌های شکارگاه، حیوانات وحشی در حال شکار نقش بسته شده‌است. گروه‌های فرعی این طرح عبارتند از: شکارگاه درختی، شکارگاه ترنجدار، شکارگاه قابی، شکارگاه لچک ترنج و شکارگاه سراسری.

### تلفیقی
علاوه بر طرح‌های نامبرده بالا که هریک برای خود دارای نام‌های مشخص و معین می‌باشند و تاریخچه قابل توجهی دارند به مرور زمان طرح‌های دیگری هم از ترکیب و تلفیق دو یا چند طرح به وجود آمده‌است.
از گروه‌های فرعی این گونه طرح‌ها می‌توان طرح‌های شاخه پیچ ترنجدار، سلسله‌ای ترنج دار، تلفیقی لچک ترنج، گلدانی بند اسلیمی، تلفیقی قاب فابی، تلفیقی دورنما، تلفیقی ترنجی دسته گل، تلفیقی سبزی کار، تلفیقی ترنجدار، تلفیقی ترنجی کف ساده، تلفیقی لچک ترنج کف ساده، تلفیقی لچک ترنج سبزی کار کف ساده و تلفیقی بندی دسته گل را نام برد.